# Léon Pineau
Léon Pineau, född den 7 juli 1861 i Moussac-sur-Vienne, död den 26 september 1965 i Montmorillon, var en fransk litteraturhistoriker.
Pineau, som var professor i utländsk litteratur vid universitetet i Clermont-Ferrand, författade bland annat Les contes populaires du Poitou (1891), Le folklore du Poitou (1892), det grundliga och originella, om också inte i alla sina hypoteser genomförbara, arbetet Les vieux chants populaires scandinaves (prisbelönt av Franska akademien, 2 band, 1898-1901) och L'evolution du roman en Allemagne au XIX:e siècle (1908). Han gav ut en samling översättningar av nordiska folkvisor, Le romancero scandinave (1906).